# Confederación Española de Policía
La Confederación Española de Policía (CEP) es un sindicato que nació en octubre de 2003, como consecuencia de la desaparición de otros dos, Asociación Nacional de Policía (ANP) y Sindicato Profesional de Policía Uniformada (SPPU).
La CEP es una organización profesional del Cuerpo Nacional de Policía de carácter representativo, de libre adhesión, democrática, reivindicativa, apolítica, apartidista, independiente, profesional y con personalidad jurídica propia y plena capacidad legal de actuación para el cumplimiento de sus fines; tiene absoluta autonomía e independencia de la administración pública, partidos políticos y de cualquier organización sindical, religiosa o de cualquier otro tipo.
La CEP se constituyó con el objetivo de organizar, canalizar y aglutinar la defensa y reivindicación de todos los derechos e intereses profesionales, sociales, económicos y corporativos, tanto individuales como colectivos de todos los profesionales del Cuerpo Nacional de Policía, con arreglo a las funciones que le asigna la Ley Orgánica 2/1986, de 13 de marzo, de Fuerzas y Cuerpos de Seguridad.
CEP celebró su Primer Congreso Ordinario Nacional en junio de 2006 en Son Xoriguer (Ciudadela) en la isla de Menorca, donde fue elegido el nuevo Comité Ejecutivo Nacional. El Segundo Congreso Nacional se celebró en mayo de 2010 en Sevilla, siendo elegido nuevamente como Secretario General Ignacio López García de la Torre, por mayoría absoluta, y renovando el lema del sindicato, que pasó del Comprometidos con Nuestra Gente al Más Fuertes, Más Eficaces. En esta segunda reunión congresual se dieron cita, por primera vez en la Historia del Cuerpo Nacional de Policía, cuatro exdirectores generales del Cuerpo (dos del PSOE y dos del PP); también se contó con la asistencia del juez de la Audiencia Nacional, Fernando Grande-Marlaska, que fue homenajeado por su compromiso contra el terrorismo, y la familia de la primera mujer policía asesinada por ETA en 1981, María Josefa García Sánchez.

## Historia
La Confederación Española de Policía es un sindicato del Cuerpo Nacional de Policía que nace, tras la celebración de su Congreso Constituyente, en octubre de 2003. Desde aquel momento, apuesta por un nuevo modelo de trabajo sindical, que hunde sus raíces en la experiencia de los miembros de esta organización pero, al mismo tiempo, en un impulso permanente de las nuevas tecnologías y la puesta en marcha de servicios exclusivos para sus afiliados (formación presencial y mediante la plataforma Aul@cep, consultoría en línea permanente, información en tiempo real[cita requerida] para todos sus afiliados, zona de legislación en su web permanentemente actualizada y con centenares de archivos, descuentos en ocio y tiempo libre, edición de publicaciones técnico-profesionales y sindicales como la revista "Escaño Policial" y un largo etcétera). Son señas de identidad de la CEP el dinamismo, la juventud, el respeto a las tradiciones, la apuesta por las nuevas tecnologías, un modelo de sindicalismo profesional e independiente, estar a la vanguardia de los cambios, arriesgar en la toma de decisiones o el mantenerse permanentemente atentos a las necesidades de sus afiliados. De ahí que haya sido la organización sindical que más ha crecido, hasta alcanzar los 25.000 afiliados[¿cuándo?] de todas las Escalas del Cuerpo Nacional de Policía, y que en menos tiempo lo ha hecho, desde octubre de 2003. Crecimiento que, en buena medida, se basa en la suma a este proyecto de sindical de las voluntades de miles de jóvenes policías que han apostado por este modelo frente a otros.
Tras las elecciones al Consejo de Policía (Órgano de representación paritario de la Administración y los miembros del Cuerpo Nacional de Policía) del año 2007, a las que se presentó en coalición con el también sindicato policial UFP (Unión Federal de Policía), obtuvo un total de 7 consejeros (de 14 posibles). De esta forma, CEP logró contar con representación en tres de las cuatro escalas del Consejo de la Policía (Ejecutiva, Subinspección y Básica)[cita requerida].
Desglosando numéricamente el número de votos recibidos, la CEP fue la segunda fuerza sindical entre los sindicatos representativos del Cuerpo Nacional de Policía, tras el SUP, seguida de la UFP, SPP y SCP.